# Віталій (Максименко)
Архієпископ Віталій (у миру Василь Іванович Максименко; 8 серпня 1873, Глафірівка — 21 березня 1960, Джорданвіль, США) — архієпископ, діяч дореволюційної Російської православної церкви, архієрей Російської православної церкви закордоном.

## Життєпис
Народився в містечку Глафірівка Таганрогського округу в бідній багатодітній сім'ї диякона. Деякі джерела вказують, що народився у волинському селі Липки в сім'ї священика, перед її переїздом до Таганрогського округу.
Після смерті батьків, деякий виховувався у материного брата, священика о. Василя Діаковського. Закінчив Маріупольське духовне училище. Навчався в Катеринославській духовній семінарії та Київській духовній академії. За участь у студентських страйках був відрахований з академії. Працював учителем у селі Прядівка Катеринославської губернії.
Був поновлений на другий курс у Казанську духовну академію за сприянням ієромонаха Андрія (Ухтомського), який згодом став єпископом Уфимським. В академії познайомився і зблизився з її ректором Антонієм (Храповицьким), який у майбутньому став допомагати йому. Під його впливом Максименко прийняв чернецтво, отримав ім'я Віталій.
Після закінчення академії був призначений викладачем Олександрівської місіонерської семінарії в с. Ардонське під Владикавказом в Осетії. Згодом — місіонер та проповідник в Україні (1900—1903).
Після того як архієпископ Антоній очолив Волинську кафедру, він у 1902 році перевів о. Віталія в Почаївську лавру для організації типографії. Він редагував «Волынскую мысль», «Волынскую землю», «Почаевский листок», «Почаевские известия», журнали «Почаевская Лавра» та «Почаевский инок». У 1903 році очолив типографію в Почаївській Лаврі з возведенням в сан архімандрита і став фактично нею керувати.
Восени 1905 року в Петербурзі створили «Союз русского народа» — масову чорносотенну організацію. Архієпископ Антоній, який сповідував шовіністські погляди, був її палким прихильником, тому видання Почаївської лаври стали рупором московського церковного імперіалізму на Волині. Архімандрит Віталій організував та очолював з 1906 по 1917 рік Почаївський відділ «Союза русского народа», багато зробив для попередження революційних заворушень на Волині[джерело?].
28 серпня 1908 року під час хресного походу з Почаєва до Берестечка архімандрит Віталій заночував у селі Пляшева. Від місцевих жителів від дізнався про знайдені ними козацькі черепи і кістки, козацьку зброю. Вони також говорили про необхідність їх поховання. Він вирішив використати це для пропаганди своїх ідей. Адже козаки воювали і за православну віру, а те, що вони були українськими, для нього не мало значення. 29 серпня 1908 року він у лаврі освятив могильний хрест, який несли учасники хресного ходу з Почаєва. Вони також несли ікони, портрети Миколи ІІ, чорносотенні прапори.
Після цього архімандрит Віталій розпочав у виданнях лаври агітацію за спорудження на «Козацьких могилах» невеликого, але мурованого храму. Кошти на його спорудження жертвували як прості волиняни, так і діячі Російської імперії. Так Микола ІІ пожертвував 25 тисяч рублів, розуміючи, що це зміцнить ідеологічні позиції на західній околиці імперії. За 1910—1914 року була побудована Георгіївська церква.
Під час Першої світової війни перебував серед військ Південно-Західного фронту. Після зречення Миколи ІІ молився за угодника Миколу. На вимогу солдат був вигнаний за межі армії. У травні 1918 року о. Віталій був учасником таємного монархічного з'їзду в Києві. Після того, як у 1920 році Почаївська лавра опинилася під владою Польщі, його арештували, а згодом постановили про висилку за межі Польщі.
Архімандрит Віталій отримав у посольстві Сербії у Варшаві паспорт і кошти на виїзд в Сремські Карловці. Поселився він у монастирі в Грегетезі, де на кошти Російського закордонного синоду придбав малу друкарську машину та старий російський шрифт.
Віталій (Максименко) поставив собі за мету відродити типографію Преподобного Іова, що діяла в Почаївській лаврі. Тому, коли з'явилася можливість, він перебрався ближче до Польщі у Ладомирову на Пряшевській Русі. Частину почаївської типографії вдалося вивезти з Польщі, частина довелося продати, за кошти від цього було докуплене необхідне устаткування. Типографія була облаштована у Вишньому Свиднику. Під час будівництва в Ладомировій монастиря, один з корпусів був відданий під типографію. Туди перевезли устаткування з Вишнього Свидника.
У 1934 році перебрався до США. Біля села Джорданвіль у штаті Нью-Йорк керував будівництвом монастиря Російської православної церкви закордоном. Згодом став його архієпископом. У монастирі заснував друкарню і духовну семінарію.
Помер о. Віталій 21 березня 1960 р. Похований на кладовищі Свято-Троїцького монастиря в Джорданвілі.
У 1995 році вийшла у світ книга його спогадів «Мотиви мого життя».